# Elezioni parlamentari in Bielorussia del 2012
Le elezioni parlamentari in Bielorussia del 2012 si sono tenute il 23 settembre.

## Risultati
| Liste                | Liste                                               | Voti      | %     | Seggi |
| -------------------- | --------------------------------------------------- | --------- | ----- | ----- |
|                      | Partito Democratico Liberale                        | 249.455   | 4,76  | -     |
|                      | Partito Comunista della Bielorussia                 | 141.095   | 2,69  | 3     |
|                      | Partito Bielorusso della Sinistra "Un mondo giusto" | 98.288    | 1,87  | -     |
|                      | Partito Repubblicano del Lavoro e della Giustizia   | 79.078    | 1,51  | 1     |
|                      | Partito Agrario                                     | 40.488    | 0,77  | 1     |
|                      | Partito Socialdemocratico Bielorusso (Assemblea)    | 38.471    | 0,73  | -     |
|                      | Partito Social-sportivo Bielorusso                  | 6.921     | 0,13  | -     |
|                      | Partito del Fronte Popolare Bielorusso              | 2.789     | 0,05  | -     |
|                      | Indipendenti                                        | 3.892.324 | 74,21 | 104   |
|                      | Nessun candidato                                    | 606.887   | 11,77 | -     |
| Schede bianche/nulle | Schede bianche/nulle                                | 89.663    | -     | -     |
| Seggi vacanti        | Seggi vacanti                                       | -         | -     | 1     |
| Totale               | Totale                                              | 5.245.459 |       | 110   |
| Elettori/affluenza   | Elettori/affluenza                                  | 7.030.430 | 74.61 | -     |